# Martovce
Martovce es un municipio del distrito de Komárno en la región de Nitra, Eslovaquia, con una población estimada a final del año 2024 de 692 habitantes.
Se encuentra ubicado al suroeste de la región, cerca de los ríos Danubio y Váh, y de la frontera con Hungría.

## Demografía
| Año        | 1994 | 2004    | 2014    | 2024    |
| ---------- | ---- | ------- | ------- | ------- |
| Población  | 806  | 758     | 694     | 692     |
| Diferencia |      | −5,95 % | −8,44 % | −0,28 % |

| Año        | 2023 | 2024    |
| ---------- | ---- | ------- |
| Población  | 693  | 692     |
| Diferencia |      | −0,14 % |